# Juan Bautista Cabral
Juan Bautista Cabral (Saladas, 24 giugno 1789 – San Lorenzo, 3 febbraio 1813) è stato un militare argentino.
Morì nella battaglia di San Lorenzo per salvare la vita al colonnello José de San Martín. Il suo gesto estremo lo ha consacrato come uno degli eroi della lotta d'indipendenza argentina.

## Biografia
Figlio di un indigeno guaraní e di una schiava zambo, all'età di dieci anni fu arruolato nell'esercito spagnolo. Inviato a Buenos Aires, nel 1812 fu aggregato nel neocostituito Reggimento dei Granatieri a Cavallo.
Secondo Pastor Obligado, la diligenza e le doti di comando di Cabral lo portarono a ottenere i gradi di caporale nel dicembre dello stesso anno e la promozione a sergente l'anno successivo. Bartolomé Mitre invece nella sua Historia de San Martín y de la Emancipación Americana afferma che era un soldato semplice alla data della battaglia di San Lorenzo.

### La battaglia di San Lorenzo

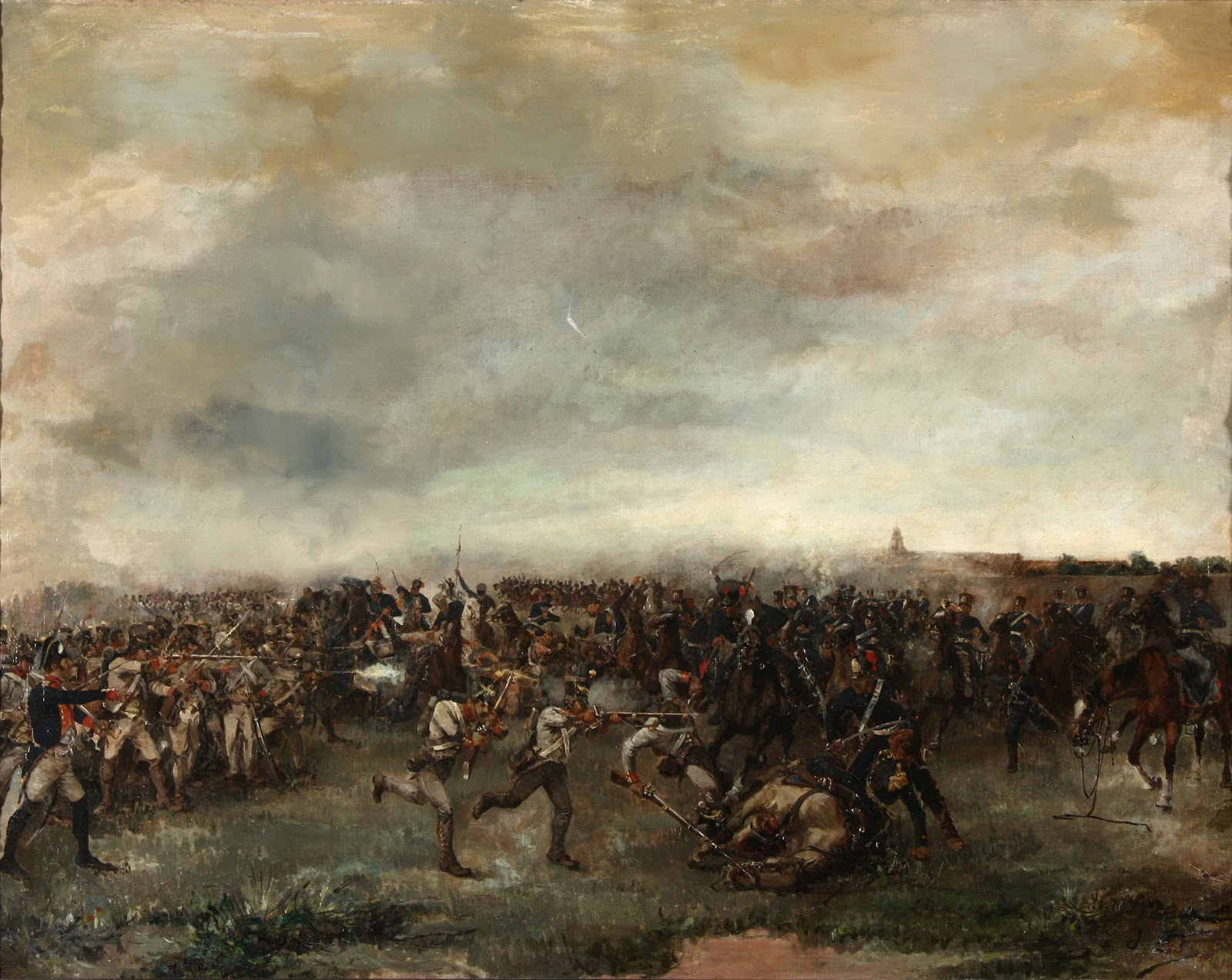
Battaglia di San Lorenzo, opera di Julio Fernánez Villanueva.

Le forze realiste avevano risalito il fiume Paraná da Montevideo e sbarcarono a San Lorenzo, nella provincia di Santa Fe. Mentre i realisti si caricavano con le baionette, San Martín rimase intrappolato sotto il suo stesso cavallo, abbattuto dal fuoco nemico. Resosi conto della situazione, Cabral smontò e corse in soccorso di San Martín. I dettagli esatti sono stati abbelliti al punto che è impossibile dire quanto rischio abbia corso. Secondo alcune versioni, Cabral si mise tra le baionette e San Martín, il che è dubbio. In ogni caso, Cabral fu gravemente ferito e morì nel refettorio del vicino convento di San Carlo Borromeo, utilizzato come ospedale da campo. Sul letto di morte disse: "Muoio felice, generale; abbiamo battuto il nemico".
Secondo Mitre, il grado di sergente gli fu conferito post mortem per le azioni meritorie compiute in battaglia.

## Omaggi
Cabral è menzionato nella Marcia di San Lorenzo, composizione di Cayetano Alberto Silva del 1901.
In omaggio a Cabral vi è anche il tango Sargento Cabral di Manuel Campoamor, che ricorda le gesta. Lo stesso accade in un chamamé, musica tipica di Corrientes, che gli rende omaggio.
In suo onore è stata intitolata la Scuola Sottufficiali dell'Esercito, situata nel presidio militare di Campo de Mayo.